# Cestrahelmins rivularis
Cestrahelmins rivularis är en plattmaskart. Cestrahelmins rivularis ingår i släktet Cestrahelmins och familjen Deropristiidae. Inga underarter finns listade i Catalogue of Life.